# Wereldkampioenschap voetbal 2022 (achtste finale) Engeland - Senegal
Dit artikel gaat over de wedstrijd in in de achtste finales van het wereldkampioenschap voetbal 2022 tussen Engeland en Senegal die gespeeld werd op zondag 4 december 2022 in het Al Baytstadion te Al Khawr. Het duel was de vierde wedstrijd van de achtste finales van het toernooi.
Engeland won de wedstrijd overtuigend met 3–0 door doelpunten van Henderson, Kane en Saka. Zij plaatste zich daardoor voor de kwartfinales van het WK in Qatar.

## Voorafgaand aan de wedstrijd
- Engeland is de nummer 5 van de wereld, Senegal de nummer 18.
- Senegal behaalde voor de tweede keer op de drie edities waaraan het deelnam de tweede ronde.

## Wedstrijddetails
| Datum                | 4 december 2022          | 4 december 2022          |
| Wedstrijdnummer      | 52                       | 52                       |
| Stadion              | Al Baytstadion, Al Khawr | Al Baytstadion, Al Khawr |
| Toeschouwers         | 65.985                   | 65.985                   |
| Scheidsrechter       | Iván Barton              | Iván Barton              |
| Man van de wedstrijd |                          |                          |

| Engeland | 3 – 0        | Senegal |
| Jordan Henderson 38' (Jude Bellingham ) Harry Kane 45+3' (Phil Foden ) Bukayo Saka 57' (Phil Foden )                                                               | goals        | |
| Gareth Southgate | bondscoach   | Aliou Cissé |
| Jordan Pickford Kyle Walker John Stones 77' Harry Maguire Luke Shaw Declan Rice Bukayo Saka 65' Jude Bellingham 76' Jordan Henderson 82' Phil Foden 65' Harry Kane | opstellingen | Édouard Mendy Youssouf Sabaly Kalidou Koulibaly Abdou Diallo 84' Ismail Jakobs Nampalys Mendy 46' Saliou Ciss 46' Krépin Diatta 46' Iliman Ndiaye Ismaïla Sarr 72' Boulaye Dia |
| Jack Grealish 65' Marcus Rashford 65' Mason Mount 76' Eric Dier 77' Kalvin Phillips 82'                                                                            | wissels      | 46' Papa Gueye 46' Pape Sarr 46' Bamba Dieng 72' Famara Diédhiou 84' Fodé Ballo-Touré                                                                                          |
| | gele kaarten | 76' Kalidou Koulibaly |
| |              | |

- Engeland op het wereldkampioenschap voetbal 2022
- Senegal op het wereldkampioenschap voetbal 2022
- Lijst van voetbalinterlands Engeland - Senegal

| Groepswedstrijden            |                             |                            |                        |                        |                      |                        |                        |
| Groep A                      | Groep B                     | Groep C                    | Groep D                | Groep E                | Groep F              | Groep G                | Groep H                |
| Qatar – Ecuador              | Engeland – Iran             | Argentinië – Saoedi-Arabië | Denemarken – Tunesië   | Duitsland – Japan      | Marokko – Kroatië    | Zwitserland – Kameroen | Uruguay – Zuid-Korea   |
| Senegal – Nederland          | Verenigde Staten – Wales    | Mexico – Polen             | Frankrijk – Australië  | Spanje – Costa Rica    | België – Canada      | Brazilië – Servië      | Portugal – Ghana       |
| Qatar – Senegal              | Wales – Iran                | Polen – Saoedi-Arabië      | Tunesië – Australië    | Japan – Costa Rica     | België – Marokko     | Kameroen – Servië      | Zuid-Korea – Ghana     |
| Nederland – Ecuador          | Engeland – Verenigde Staten | Argentinië – Mexico        | Frankrijk – Denemarken | Spanje – Duitsland     | Kroatië – Canada     | Brazilië – Zwitserland | Portugal – Uruguay     |
| Ecuador – Senegal            | Wales – Engeland            | Polen – Argentinië         | Australië – Denemarken | Japan – Spanje         | Kroatië – België     | Servië – Zwitserland   | Ghana – Uruguay        |
| Nederland – Qatar            | Iran – Verenigde Staten     | Saoedi-Arabië – Mexico     | Tunesië – Frankrijk    | Costa Rica – Duitsland | Canada – Marokko     | Kameroen – Brazilië    | Zuid-Korea – Portugal  |
| Achtste finales              |                             |                            |                        |                        |                      |                        |                        |
| Nederland – Verenigde Staten | Argentinië – Australië      | Japan – Kroatië            | Brazilië – Zuid-Korea  | Engeland – Senegal     | Frankrijk – Polen    | Marokko – Spanje       | Portugal – Zwitserland |
| Kwartfinales                 |                             |                            |                        |                        |                      |                        |                        |
| Nederland – Argentinië       | Nederland – Argentinië      | Kroatië – Brazilië         | Kroatië – Brazilië     | Engeland – Frankrijk   | Engeland – Frankrijk | Marokko – Portugal     | Marokko – Portugal     |
| Halve finales                |                             |                            |                        |                        |                      |                        |                        |
| Argentinië – Kroatië         | Argentinië – Kroatië        | Argentinië – Kroatië       | Argentinië – Kroatië   | Frankrijk – Marokko    | Frankrijk – Marokko  | Frankrijk – Marokko    | Frankrijk – Marokko    |
| Troostfinale                 |                             |                            |                        |                        |                      |                        |                        |
| Kroatië – Marokko            |                             |                            |                        |                        |                      |                        |                        |
| Finale                       |                             |                            |                        |                        |                      |                        |                        |
| Argentinië – Frankrijk       |                             |                            |                        |                        |                      |                        |                        |

FA · A-internationals · Selecties · Bondscoaches · Engels vrouwenelftal · Brits olympisch elftal · Engeland -21 · Engeland -20 · Engeland -19 · Engeland -18 · Engeland -17 · Engeland -16 · Vrouwen -17
1872 – 1899 ·
1900 – 1919 ·
1920 – 1929 ·
1930 – 1939 ·
1940 – 1949 ·
1950 – 1959 ·
1960 – 1969 ·
1970 – 1979 ·
1980 – 1989 ·
1990 – 1999 ·
2000 – 2009 ·
2010 – 2019 ·
2020 − 2029
EK's: 1968 ·
1980 ·
1988 ·
1992 ·
1996 ·
2000 ·
2004 ·
2012 · 
2016 · 
2020 · 
2024
WK's: 1950 ·
1954 ·
1958 ·
1962 ·
1966 ·
1970 ·
1982 ·
1986 ·
1990 ·
1998 ·
2002 ·
2006 ·
2010 ·
2014 ·
2018 · 
2022
Albanië ·
Algerije ·
Andorra ·
Argentinië ·
Australië ·
Azerbeidzjan ·
België ·
Bosnië en Herzegovina ·
Brazilië ·
Bulgarije ·
Canada ·
Chili ·
China ·
Colombia ·
Costa Rica ·
Cyprus ·
Denemarken ·
DDR · 
Duitsland ·
Ecuador ·
Egypte ·
Estland ·
Finland ·
Frankrijk ·
Georgië ·
Ghana ·
GOS ·
Griekenland ·
Honduras ·
Hongarije ·
Ierland ·
IJsland · 
Iran ·
Israël ·
Italië ·
Ivoorkust ·
Jamaica ·
Japan ·
Joegoslavië ·
Kameroen ·
Kazachstan ·
Koeweit ·
Kosovo ·
Kroatië ·
Liechtenstein ·
Litouwen ·
Luxemburg ·
Maleisië ·
Malta ·
Marokko ·
Mexico ·
Moldavië ·
Montenegro ·
Nederland ·
Nieuw-Zeeland ·
Nigeria ·
Noord-Ierland ·
Noord-Macedonië ·
Noorwegen ·
Oekraïne ·
Oostenrijk ·
Panama · 
Paraguay ·
Peru · 
Polen ·
Portugal ·
Roemenië ·
Rusland ·
San Marino · 
Saoedi-Arabië ·
Schotland ·
Senegal ·
Servië ·
Servië en Montenegro · 
Slovenië ·
Slowakije ·
Sovjet-Unie ·
Spanje ·
Trinidad en Tobago ·
Tsjechië ·
Tsjecho-Slowakije ·
Tunesië ·
Turkije ·
Uruguay ·
Verenigde Staten ·
Wales ·
Wit-Rusland ·
Zuid-Afrika ·
Zuid-Korea ·
Zweden ·
Zwitserland
Algerije (2010) · 
Argentinië (1986) · 
Argentinië (1998) · 
Argentinië (2002) · 
België (1990) · 
België (2018, 1) · 
België (2018, 2) · 
Brazilië (2002) · 
Colombia (1998) ·
Colombia (2018) ·
Costa Rica (2014) ·
Denemarken (2002) ·
Denemarken (2021) · 
Duitsland (2000) ·
Duitsland (2010) ·
Duitsland (2021) ·
Ecuador (2006) ·
Egypte (1990) ·
Frankrijk (1982) ·
Frankrijk (2012) ·
Frankrijk (2022) ·
Ierland (1990) · 
IJsland (2016) ·
Italië (1990) · 
Italië (2012) · 
Italië (2014) · 
Italië (2021) · 
Kameroen (1990) · 
Koeweit (1982) · 
Kroatië (2018) ·
Kroatië (2021) · 
Marokko (1986) · 
Nederland (1990) · 
Nigeria (2002) · 
Oekraïne (2012) · 
Oekraïne (2021) ·
Panama (2018) · 
Paraguay (1986) · 
Paraguay (2006) · 
Polen (1986) · 
Portugal (1986) · 
Portugal (2000) · 
Portugal (2006) · 
Roemenië (1998) ·
Roemenië (2000) ·
Rusland (2016) ·
Schotland (2021) ·
Senegal (2022) ·
Slovenië (2010) ·
Slowakije (2016) ·
Spanje (1982) ·
Spanje (2024) ·
Trinidad en Tobago (2006) ·
Tsjechië (2021) ·
Tsjecho-Slowakije (1982) ·
Tunesië (1998) ·
Tunesië (2018) ·
Uruguay (2014) ·
Verenigde Staten (2010) ·
Wales (2016) · 
West-Duitsland (1966) ·
West-Duitsland (1982) ·
West-Duitsland (1990) ·
Zweden (2002) ·
Zweden (2006) · 
Zweden (2012)
FSF · 
A-internationals · 
Bondscoaches · Selecties · Senegalees vrouwenelftal · 
Olympisch elftal
1960 – 1969 · 
1970 – 1979 · 
1980 – 1989 · 
1990 – 1999 · 
2000 – 2009 · 
2010 – 2019 · 
2020 – 2029
WK 2002 · 
WK 2018 ·
WK 2022
OS 2012
1959 · 
1960 · 
1961 · 
1962 · 
1963 · 
1964 · 
1965 · 
1966 · 
1967 · 
1968 · 
1969 · 
1970 · 
1971 · 
1972 · 
1973 · 
1974 · 
1975 · 
1976 · 
1977 · 
1978 · 
1979 · 
1980 · 
1981 · 
1982 · 
1983 · 
1984 · 
1985 · 
1986 · 
1987 · 
1988 · 
1989 · 
1990 · 
1991 · 
1992 · 
1993 · 
1994 · 
1995 · 
1996 · 
1997 · 
1998 · 
1999 · 
2000 · 
2001 · 
2002 · 
2003 · 
2004 · 
2005 · 
2006 · 
2007 · 
2008 · 
2009 · 
2010 · 
2011 · 
2012 · 
2013 · 
2014 ·
2015 ·
2016 ·
2017 ·
2018 ·
2019 ·
2020 ·
2021 ·
2022 ·
2023
Algerije ·
Angola ·
Benin ·
Bolivia ·
Bosnië en Herzegovina ·
Botswana ·
Brazilië ·
Burkina Faso ·
Burundi ·
Centraal-Afrikaanse Republiek ·
Chili ·
China ·
Colombia · 
Congo-Brazzaville ·
Congo-Kinshasa ·
Denemarken ·
Ecuador ·
Egypte ·
Engeland ·
Equatoriaal-Guinea ·
Eritrea ·
Ethiopië ·
Frankrijk ·
Gabon ·
Gambia ·
Ghana ·
Griekenland ·
Guinee ·
Guinee-Bissau ·
Indonesië ·
Iran ·
Ivoorkust ·
Japan ·
Kaapverdië ·
Kameroen ·
Kenia ·
Kosovo ·
Kroatië · 
Lesotho ·
Liberia ·
Libië ·
Luxemburg ·
Madagaskar ·
Malawi ·
Maleisië ·
Mali ·
Marokko ·
Mauritanië ·
Mauritius ·
Mexico ·
Mozambique ·
Namibië ·
Nederland ·
Niger ·
Nigeria ·
Noorwegen ·
Oeganda ·
Oezbekistan ·
Oman ·
Polen ·
Qatar ·
Rwanda ·
Saoedi-Arabië ·
Sierra Leone ·
Soedan ·
Swaziland ·
Tanzania ·
Togo ·
Tunesië ·
Turkije ·
Uruguay ·
Verenigde Arabische Emiraten ·
Zambia ·
Zimbabwe ·
Zuid-Afrika ·
Zuid-Korea ·
Zuid-Soedan ·
Zweden
Algerije (2019, 2) ·
Colombia (2018) ·
Denemarken (2002) ·
Engeland (2022) ·
Frankrijk (2002) ·
Japan (2018) ·
Nederland (2022) ·
Polen (2018) ·
Uruguay (2002)